# Simha Flapan
Simha Flapan (en hebreo: שמחה פלפן‎; 1911-1987) fue un historiador y político israelí. Su libro más conocido es probablemente El Nacimiento de Israel: Mitos y Realidades, publicado el año de su muerte.

## Biografía
Simha Flapan nació el 27 de enero de 1911 en Tomaszów Mazowiecki, Zarat de Polonia. En Israel, fue secretario general del partido sionista de izquierdas Mapam y director del departamento de asuntos árabes desde 1959 hasta mediados de la década de 1970. También editó la revista New Outlook, una edición mensual e imparcial que promovía la reconciliación árabe-judía.
Murió el 13 de abril de 1987 en Israel.

## Visión del sionismo
El prefacio de Zionism and the Palestinians (1979) Flapan escribió: 

Para evitar el malentendido, quiero dejar claro que mi creencia en la justificación moral e histórica, y necesidad del sionismo, permanece intacta, a pesar de mi revisión del liderazgo sionista. La historia del sionismo demuestra hasta qué punto era urgente crear una nueva sociedad, personificando los valores universales de democracia y justicia social, que eran inherentes al movimiento sionista y responsable de su progreso en condiciones adversas. El problema de Israel hoy día recae en la desintegración de esos valores, debido en gran medida la la embriaguez de éxitos militares y la creencia de que una superioridad militar es un sustituto de la paz. A menos que libre y progresivamente los valores del sionismo sean restaurados y los derechos palestinos de autodeterminación, en un marco de coexistencia pacífica, sean reconocidos; la búsqueda de la Paz de Israel está condenada al fracaso. Creo firmemente que estas direcciones serán finalmente la fuerza decisiva en Israel.

## Trabajos publicados
- Zionism and the Palestinians (Sionismo y los palestinos), Croom and Helm, London, 1979.
- The Birth of Israel: Myths And Realities (El nacimiento de Israel: Mitos y realidades), Pantheon Books, New York; ISBN 0-394-55888-X (agosto 1987).

## Archivos
Los archivos personales y profesionales de Flapan están localizados en Yad Yaari, Hashomer Hatzair Centro de investigación y documentación en Givat Haviva.